# گونم
گونم (به لاتین: Gonam) یک رود در روسیه است که در یاقوتستان واقع شده‌است.